# تن بروک (کنتاکی)

تن بروک، کنتاکی

تن بروک (به انگلیسی: Ten Broeck) شهری در ایالت کنتاکی کشور ایالات متحده آمریکا است که جمعیت آن در سرشماری سال ۲۰۱۰ میلادی، ۱۰۳ نفر بوده‌است.